# Azimutalni kvantni broj
Azimutalni kvantni broj je kvantni broj atomske orbitale koji određuje orbitalni kutni momenat i opisuje oblik orbitale. Azimutalni kvantni broj je drugi od kvantnih brojeva koji opisuju jedinstveno kvantno stanje elektrona (ostali su glavni kvantni broj, spektroskopska notacija, magnetski kvantni broj i spinski kvantni broj).  Također je poznat kao orbitalni kutni momenat, orbitalni kvantni broj ili drugi kvantni broj i njegova oznaka je ℓ.

## Izvođenje
Četiri kvantna broja su povezana s energetskim stanjima elektrona u atomu: n, ℓ, mℓ i ms.  Oni određuju cjelovito, jedinstveno kvantno stanje jednog elektrona u atomu, i čine njegovu valnu funkciju ili orbitalu.  Pomoću Schrödingerove jednadžbe moguće je odrediti prva tri kvantna broja, kada se riješe tri jednadžbe. Zbog toga su sve jednadžbe za prva tri kvantna broja međusobno povezane.

## Vanjske poveznice
- Razvoj Bohr-ovog atoma (engl.)
- Slike atomskih orbitala
- Detaljno objašnjenje orbitalnog kvantnog broja l  Arhivirana inačica izvorne stranice od 28. ožujka 2006. (Wayback Machine)
- Azimutalne jednadžbe objašnjene (engl.)